# Копылов, Алексей Николаевич
Алексей Николаевич Копылов (5 октября 1924, с. Гришино, Алтайский край, СССР — 29 сентября 2007, Москва, Россия) — советский и российский историк, доктор исторических наук (1976), профессор.

## Биография
Участник Великой Отечественной войны. В 1954 году окончил Московский государственный историко-архивный институт, поступил в аспирантуру, по окончании которой до 1960 года работал в архивной области. С 1960 по 1967 год работал в Сибирском отделении Академии наук СССР, в 1967—1977 — в Институте истории, филологии и философии. С 1962 по 1970 год преподавал в Новосибирском государственном университете. В 1973 году защитил докторскую диссертацию «Русская культура в Сибири, XVII — начало XIX века : исторические аспекты развития просвещения, архитектуры, живописи и театра».
В 1977 году переехал в Москву, занялся изучением истории и историографии русской культуры. Первым начал систематически изучать сибирскую культуру XVII — начала XIX веков. В двух монографиях (1968, 1974) собрал и обобщил обширный исторический материал по истории живописи, театра, архитектуры и просвещения. С 1980 по 1992 год руководил подразделением Института истории СССР, с 1994 года работал в Институте молодёжи.
Публиковался в Малой Советской энциклопедии, в Советской исторической энциклопедии.

## Основные работы
- Русские на Енисее в XVII в. Земледелие, промышленность и торговые связи Енисейского уезда. Новосибирск, 1965;
- Культура русского населения Сибири в XVII—XVIII вв. Новосибирск, 1968;
- Очерки культурной жизни Сибири XVII — начала XIX вв. Новосибирск, 1974.
- Русская культура IX—XVIII вв. в исследовании советских авторов 1917—1984. М., 1990.